# BMW F40
BMW F40 (eller BMW 1-serie) är en personbil som den tyska biltillverkaren BMW presenterade i maj 2019.
Med den tredje generationen 1-serie överger BMW sin traditionella bakhjulsdrift. F40-modellen delar den framhjulsdrivna UKL-plattformen med 2 serie Active Tourer och X1.

## Motor
| Modell | Årsmodell | Motor                    | Cylindervolym | Effekt | Bränslesystem            |
| ------ | --------- | ------------------------ | ------------- | ------ | ------------------------ |
| 116d   | 2020-     | B37: 3-cyl radmotor DOHC | 1496 cm³      | 116 hk | Common rail turbodiesel  |
| 118d   | 2020-     | N47: 4-cyl radmotor DOHC | 1995 cm³      | 150 hk | Common rail turbodiesel  |
| 120d   | 2020-     | N47: 4-cyl radmotor DOHC | 1995 cm³      | 190 hk | Common rail turbodiesel  |
| 116i   | 2020-     | B38: 3-cyl radmotor DOHC | 1499 cm³      | 109 hk | Direktinsprutning, turbo |
| 118i   | 2020-     | B38: 3-cyl radmotor DOHC | 1499 cm³      | 136 hk | Direktinsprutning, turbo |
| 120i   | 2020-     | B48: 4-cyl radmotor DOHC | 1998 cm³      | 178 hk | Direktinsprutning, turbo |
| 128ti  | 2020-     | B48: 4-cyl radmotor DOHC | 1998 cm³      | 265 hk | Direktinsprutning, turbo |
| M135i  | 2020-     | B48: 4-cyl radmotor DOHC | 1998 cm³      | 306 hk | Direktinsprutning, turbo |